# Колин Ферт
Колин Ендру Ферт (енгл. Colin Andrew Firth; Грејсхот, 10. септембар 1960) енглески је филмски, телевизијски и позоришни глумац. Широј публици је постао познат по улози господина Дарсија у телевизијској адаптацији романа Гордост и предрасуда из 1995. године. Глумио је главну улогу у филму Краљев говор из 2010. године.
Певао је у неколико филмова у којима је глумио. Ту спадају Мама мија и Важно је звати се Ернест.
Ферт живи у Лондону и Италији и ожењен је са филмском продуценткињом Ливијом Ђуђоли са којом има два сина.